# Überwaldbahn
| |                      |                                |                                |
| Streckennummer (DB): | 3579                 |                                |                                |
| Kursbuchstrecke (DB): | 559                  |                                |                                |
| Kursbuchstrecke: | 316b (1946)          |                                |                                |
| Streckenlänge: | 15,9 km              |                                |                                |
| Spurweite: | 1435 mm (Normalspur) |                                |                                |
| |                      |                                |                                |
| \| \| \| von Weinheim (Bergstr) \| \| \| \| 0,00 \| Mörlenbach (ehem. Keilbahnhof) \| Mörlenbach (ehem. Keilbahnhof) \| \| \| \| nach Fürth (Odenw) \| \| \| \| 2,63 \| Weiher \| Weiher \| \| \| 3,20 \| Weiherer Viadukt \| 26 m \| \| \| 3,70 \| Vöckelsbacher Viadukt \| 135 m \| \| \| 5,00 \| Mackenheimer Viadukt \| 73 m \| \| \| 5,40 \| Mackenheimer Tunnel \| 64 m \| \| \| 7,30 \| Kreidacher Viadukt \| 80 m \| \| \| 7,87 \| Kreidach \| Kreidach \| \| \| 8,20 \| Waldmichelbacher Tunnel \| 679 m \| \| \| 9,66 \| Wald-Michelbach \| Wald-Michelbach \| \| \| \| Coronet-Werke \| \| \| \| 10,86 \| Unter Wald-Michelbach \| Unter Wald-Michelbach \| \| \| 11,97 \| Aschbach \| Aschbach \| \| \| 14,17 \| Affolterbach \| Affolterbach \| \| \| 15,93 \| Wahlen \| Wahlen \| \| \| \| \| \| \| Quellen: [1][2] \| \| \| \| |                      |                                |                                |
| Strecke |                      | von Weinheim (Bergstr)         | von Weinheim (Bergstr)         |
| Haltepunkt / Haltestelle | 0,00                 | Mörlenbach (ehem. Keilbahnhof) | Mörlenbach (ehem. Keilbahnhof) |
| Abzweig ehemals geradeaus und nach links |                      | nach Fürth (Odenw)             | nach Fürth (Odenw)             |
| Haltepunkt / Haltestelle (Strecke außer Betrieb) | 2,63                 | Weiher                         | Weiher                         |
| Brücke (Strecke außer Betrieb) | 3,20                 | Weiherer Viadukt               | 26 m                           |
| Brücke (Strecke außer Betrieb) | 3,70                 | Vöckelsbacher Viadukt          | 135 m                          |
| Brücke (Strecke außer Betrieb) | 5,00                 | Mackenheimer Viadukt           | 73 m                           |
| Tunnel (Strecke außer Betrieb) | 5,40                 | Mackenheimer Tunnel            | 64 m                           |
| Brücke (Strecke außer Betrieb) | 7,30                 | Kreidacher Viadukt             | 80 m                           |
| Bahnhof (Strecke außer Betrieb) | 7,87                 | Kreidach                       | Kreidach                       |
| Tunnel (Strecke außer Betrieb) | 8,20                 | Waldmichelbacher Tunnel        | 679 m                          |
| Bahnhof (Strecke außer Betrieb) | 9,66                 | Wald-Michelbach                | Wald-Michelbach                |
| Abzweig geradeaus und von rechts (Strecke außer Betrieb) |                      | Coronet-Werke                  | Coronet-Werke                  |
| Bahnhof (Strecke außer Betrieb) | 10,86                | Unter Wald-Michelbach          | Unter Wald-Michelbach          |
| Haltepunkt / Haltestelle (Strecke außer Betrieb) | 11,97                | Aschbach                       | Aschbach                       |
| Bahnhof (Strecke außer Betrieb) | 14,17                | Affolterbach                   | Affolterbach                   |
| Kopfbahnhof Streckenende (Strecke außer Betrieb) | 15,93                | Wahlen                         | Wahlen                         |
| |                      |                                |                                |
| Quellen: |                      |                                |                                |

Überwaldbahn im Odenwald

Die Überwaldbahn ist eine heute teilweise abgebaute Nebenbahn im Odenwald, die ursprünglich von Mörlenbach nach Wahlen führte. Zwischen Mörlenbach und Wald-Michelbach findet seit Sommer 2013 ein touristischer Draisinenverkehr statt.

## Geschichte

### Bau

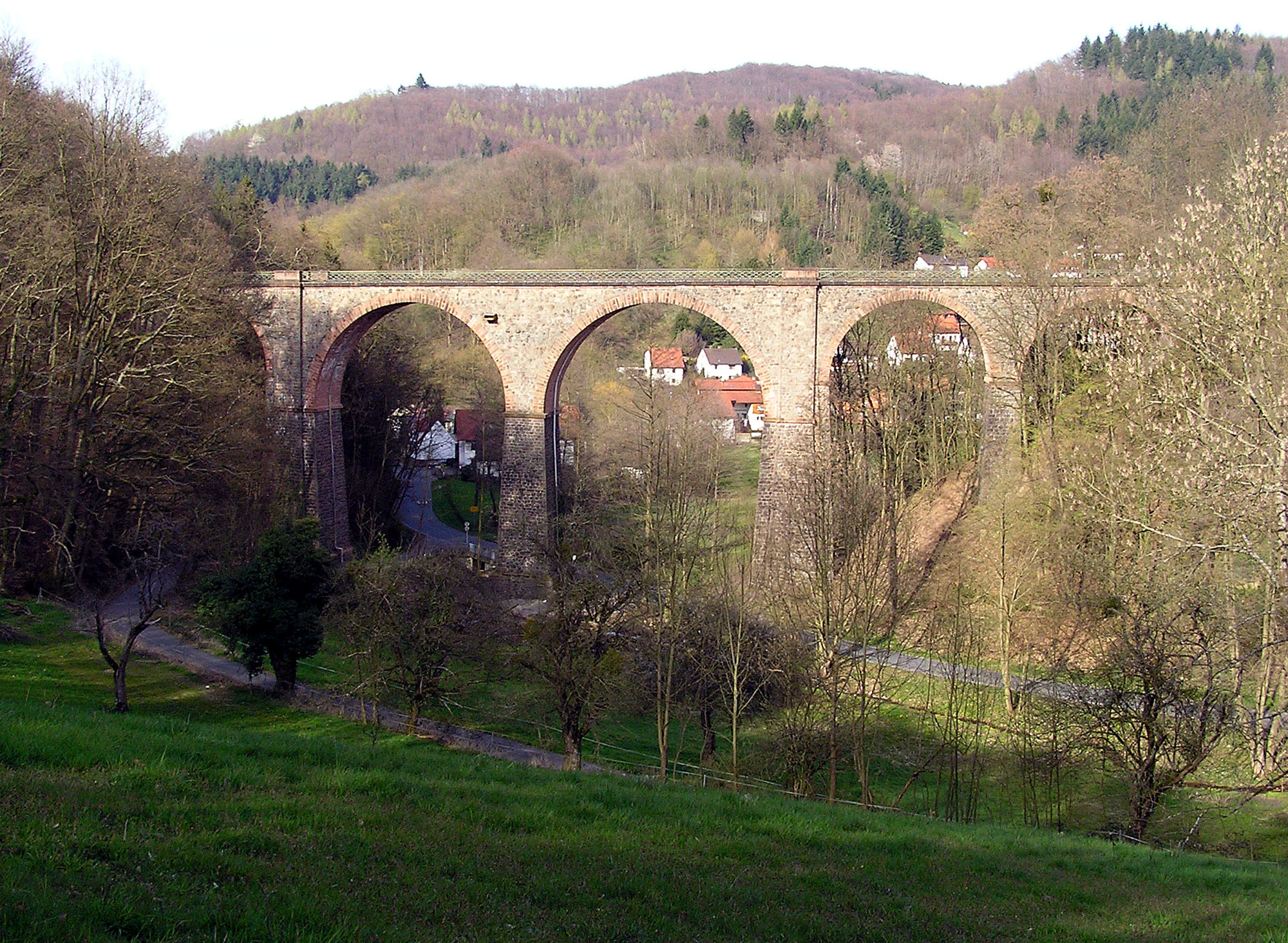
Viadukt bei Vöckelsbach

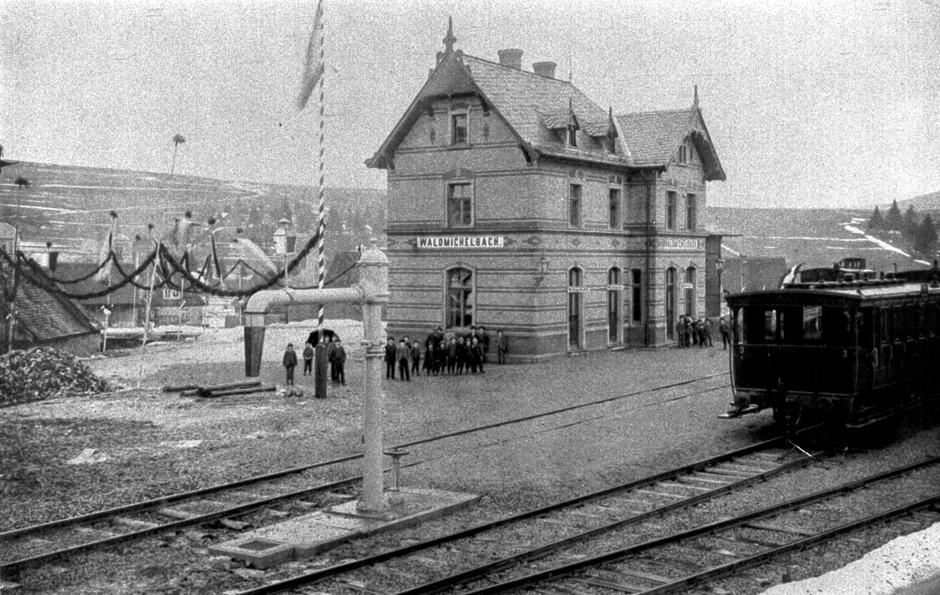
Der Bahnhof von Wald-Michelbach im Jahr 1901 mit einem der ersten Züge

Erste Bestrebungen, den Überwald an das Eisenbahnnetz anzuschließen, gab es bereits 1867. Von verschiedenen Varianten wurde schließlich der Bau einer Bahn mit Anschluss an die Bahnstrecke Weinheim–Fürth in Mörlenbach gewählt. Im Frühjahr 1898 begannen die Bauarbeiten. Errichtet wurde die Strecke von der Preußisch-Hessischen Eisenbahngemeinschaft. Zwischen Weiher und Wald-Michelbach waren drei größere Viadukte sowie zwei Tunnel nötig, um die Strecke in der bergigen Landschaft über den Anstieg der Kreidacher Höhe zu führen. Die Stationsbauten folgten einem Entwurf des Einheitsbahnhofes der Hessischen Staatsbahn, im Fall von Wald-Michelbach mit einem auffällig variierten Ziegelmuster.

### Betrieb
Zum 1. März 1901 wurde die Strecke eröffnet und die Bauabteilung der Eisenbahndirektion Mainz, die die Arbeiten ausgeführt hatte, zum 31. März aufgelöst. Die Strecke war der Betriebswerkstätte Darmstadt zugeteilt und in Wald-Michelbach wurde eine Bahnmeisterei eingerichtet. Da der Betrieb der Bahnstrecke Weinheim–Fürth von der kondominal betriebenen Main-Neckar-Eisenbahn-Gesellschaft durchgeführt wurde, stellte der Betrieb auf der Überwaldbahn für die Staatsbahn zunächst einen Inselbetrieb dar. Deshalb gab es eine Vereinbarung zwischen der Eisenbahndirektion Mainz und der Main-Neckar-Eisenbahn-Gesellschaft, dass letztere bei Unfällen Amtshilfe leisten und bei Bedarf auch einen Hilfszug stellte.
Erst mit der Auflösung des Kondominats der Main-Neckar-Bahn 1902 und deren Integration in die Eisenbahndirektion Mainz, soweit die Infrastruktur auf den Staatsgebieten Preußens und Hessens lag, hatte die Infrastruktur der Überwaldbahn direkten Anschluss an das Staatsbahnnetz. Am 10. Februar 1914 wurden „mit Eintritt der Dunkelheit“ auf der Strecke neue „Doppellichtvorsignale“ in Betrieb genommen, die dem heute noch gebräuchlichen Modell des Formsignals entsprachen.

### Niedergang
Nach 1950 wurde die Strecke mit Uerdinger Schienenbussen betrieben, das letzte Jahrzehnt vor der Stilllegung mit der Baureihe VT 98.
Seit Mitte der 1960er Jahre war der Güterverkehr der Coronet-Werke stark angestiegen, der Personenverkehr rückläufig, so dass am 24. September 1983 der letzte Zug fuhr. Nachdem die Coronet-Werke von Affolterbach nach Wald-Michelbach verlagert wurden, war auf dem Teilstück Unter-Wald-Michelbach–Wahlen auch der Güterverkehr rückläufig und wurde am 1. März 1984 eingestellt. 1985 wurden die Gleise zwischen Unter-Wald-Michelbach und Wahlen demontiert.
Seit 1985 betrieben nur noch die Coronet-Werke Güterverkehr auf dem verbliebenen Teilstück zwischen Mörlenbach und Wald-Michelbach. Da die Gleise jedoch nicht gepflegt wurden, verschlechterte sich der Zustand der Strecke zusehends. Am 31. März 1994 verkehrte der letzte Güterzug. In Mörlenbach wurde die Weiche zur Bahnstrecke Weinheim–Fürth ausgebaut. Die Empfangsgebäude an der Strecke sind an Private verkauft worden.
Auf dem abgebauten Streckenteil zwischen Unter-Wald-Michelbach und Wahlen wurde 2000 ein Bahntrassenradweg eröffnet.

### Denkmalschutz
Die Strecke ist zwischen Mörlenbach und Wald-Michelbach insgesamt ein Kulturdenkmal nach dem Hessischen Denkmalschutzgesetz.

## Projektierte Reaktivierung

### 1. Projekt: Wiederaufnahme des Personenverkehrs
Ende 2005 gründete sich eine Initiative, bestehend aus einzelnen Politikern und dem Überwaldbahn e. V, einem Verein, der für die Reaktivierung der Strecke eintrat, die es sich zum Ziel gesetzt hatten, die Strecke zwischen Mörlenbach und Wald-Michelbach bis 2007 für den Schienenpersonennahverkehr zu reaktivieren.
Nach diesem Vorschlag sollte der Endbahnhof in Wald-Michelbach am Wetzkeil liegen, um die Innenstadt und ihre Geschäfte optimal zu erschließen.
Nach einer Trassenstudie der Deutschen Bahn AG sollte es ab 2008 theoretisch möglich sein, einzelne Pendlerzüge nach Mannheim oder Heidelberg durchzubinden. Vorgesehen waren nach diesem Konzept deshalb täglich vier direkte Fahrten von Wald-Michelbach nach Mannheim und Heidelberg. Die Überwaldbahn sollte in den Baden-Württemberg-Takt integriert werden und in Weinheim Anschlüsse an die S-Bahn RheinNeckar erhalten.
Da der Verkehrsverbund Rhein-Neckar (VRN) nicht bereit war, sich hier finanziell zu engagieren, ließ sich das Ziel nicht verwirklichen. Insbesondere der Fahrgastverband Pro Bahn setzte sich bei der Sanierung der Strecke für eine Wiederbelebung als öffentliche Eisenbahn ein. Dazu wurde im Jahre 2010 von Pro Bahn eine Studie veröffentlicht.

### 2. Projekt: Museumsbahnverkehr
Im November 2005 stellte der Überwaldbahn e. V. den Vertretern der Gemeinden Mörlenbach und Wald-Michelbach ein Konzept zum Museumsbahnbetrieb auf der Überwaldbahn vor. Geplant war, ab Beginn der Frühjahrssaison 2008 in Kooperation mit dem Landkreis Bergstraße samstags und sonntags unter dem Namen „Nibelungen-Express“ von Ostern bis Ende Oktober einen Museumszug fahren zu lassen. Dafür wäre der derzeit nur mögliche Inselbetrieb ausreichend. Nachdem sich der Verein Überwaldbahn e. V, nach eigener Angabe aus Protest gegen den Kreistagsbeschluss zur Draisinenbahn, zum 30. Januar 2008 aufgelöst hat, wurde dieses Projekt nicht weiter verfolgt.

## Teilreaktivierung als Draisinenbahn

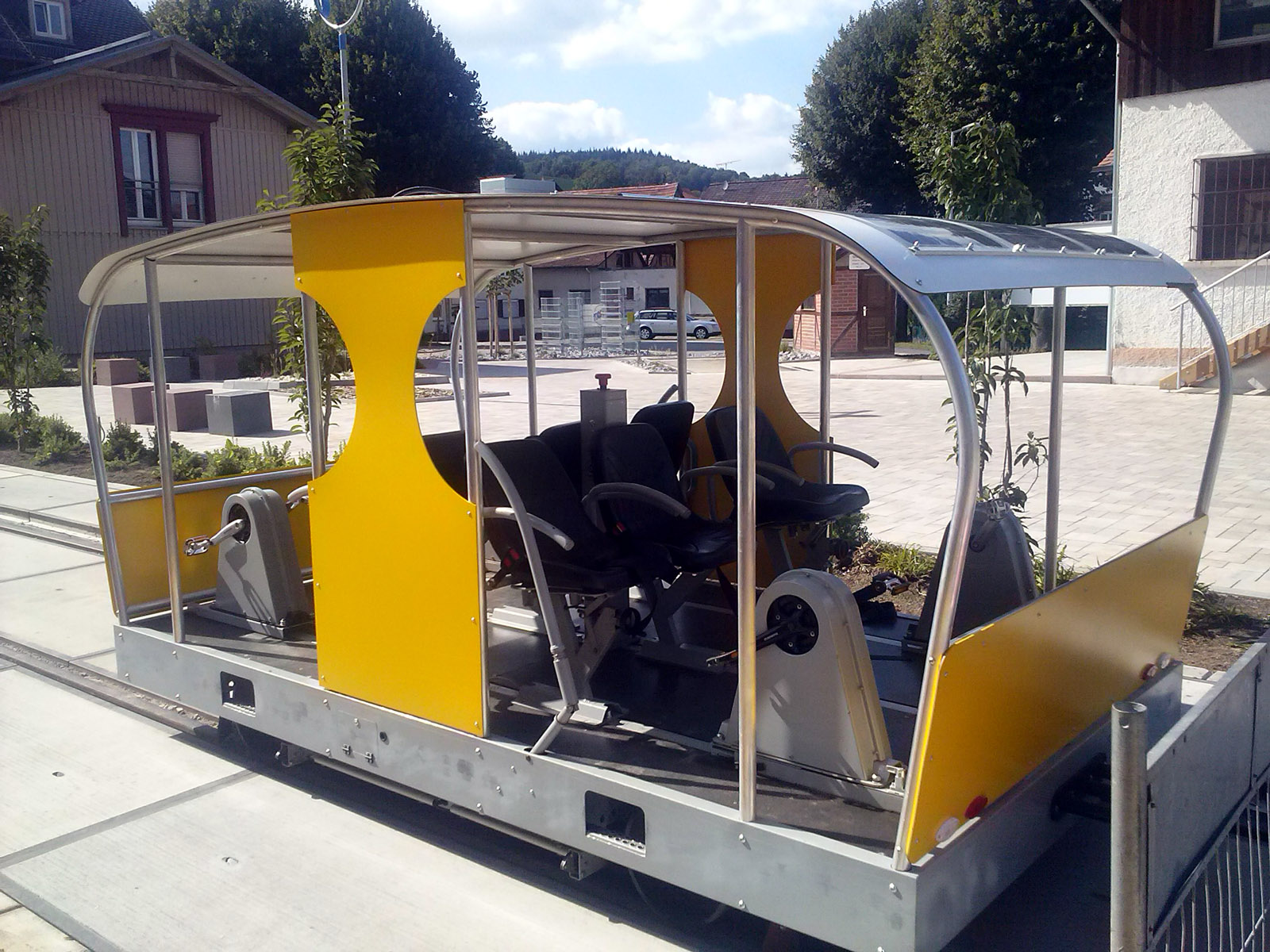
Eine Draisine im Bahnhof Wald-Michelbach, 2013

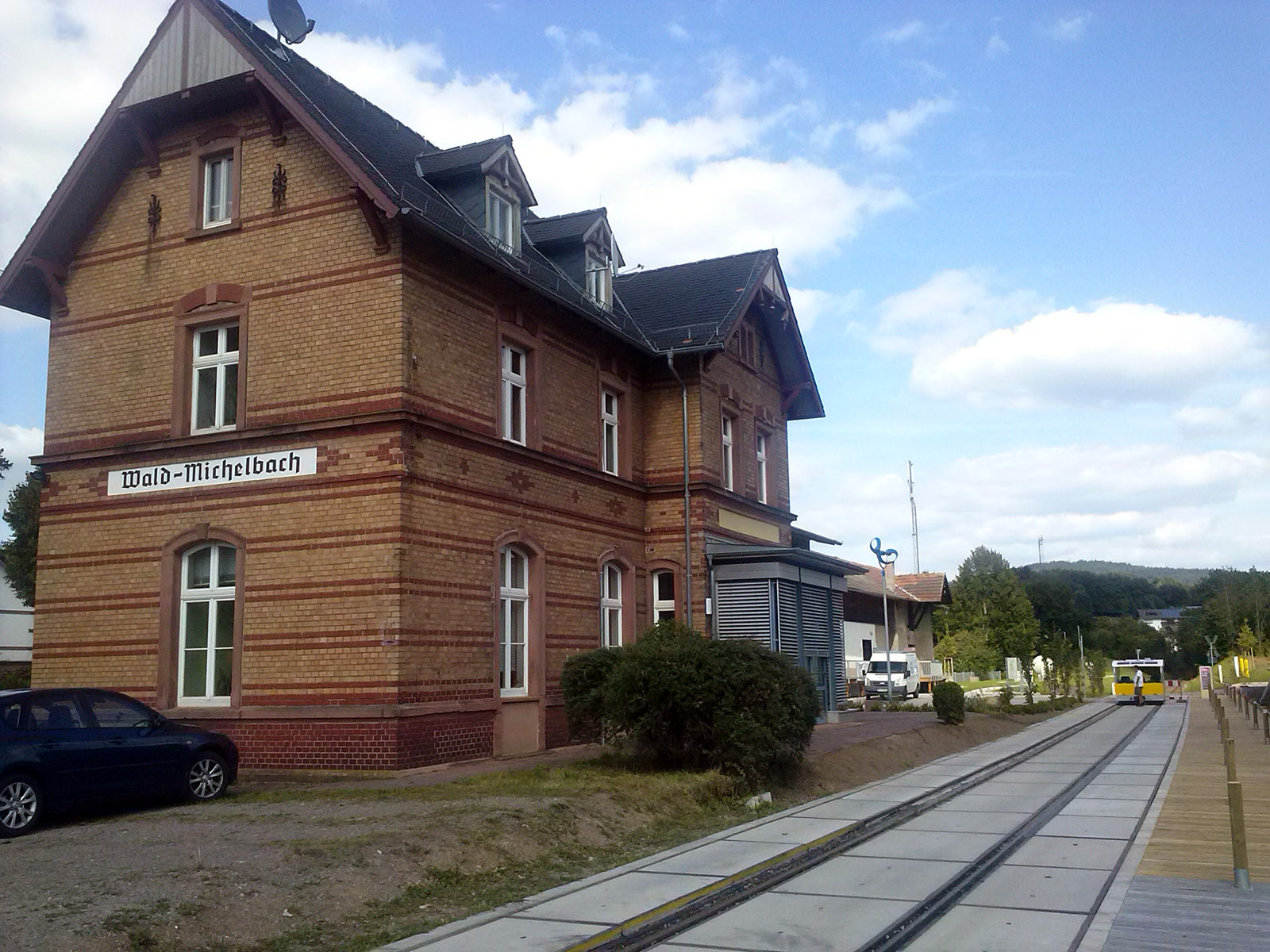
Bahnhof Wald-Michelbach

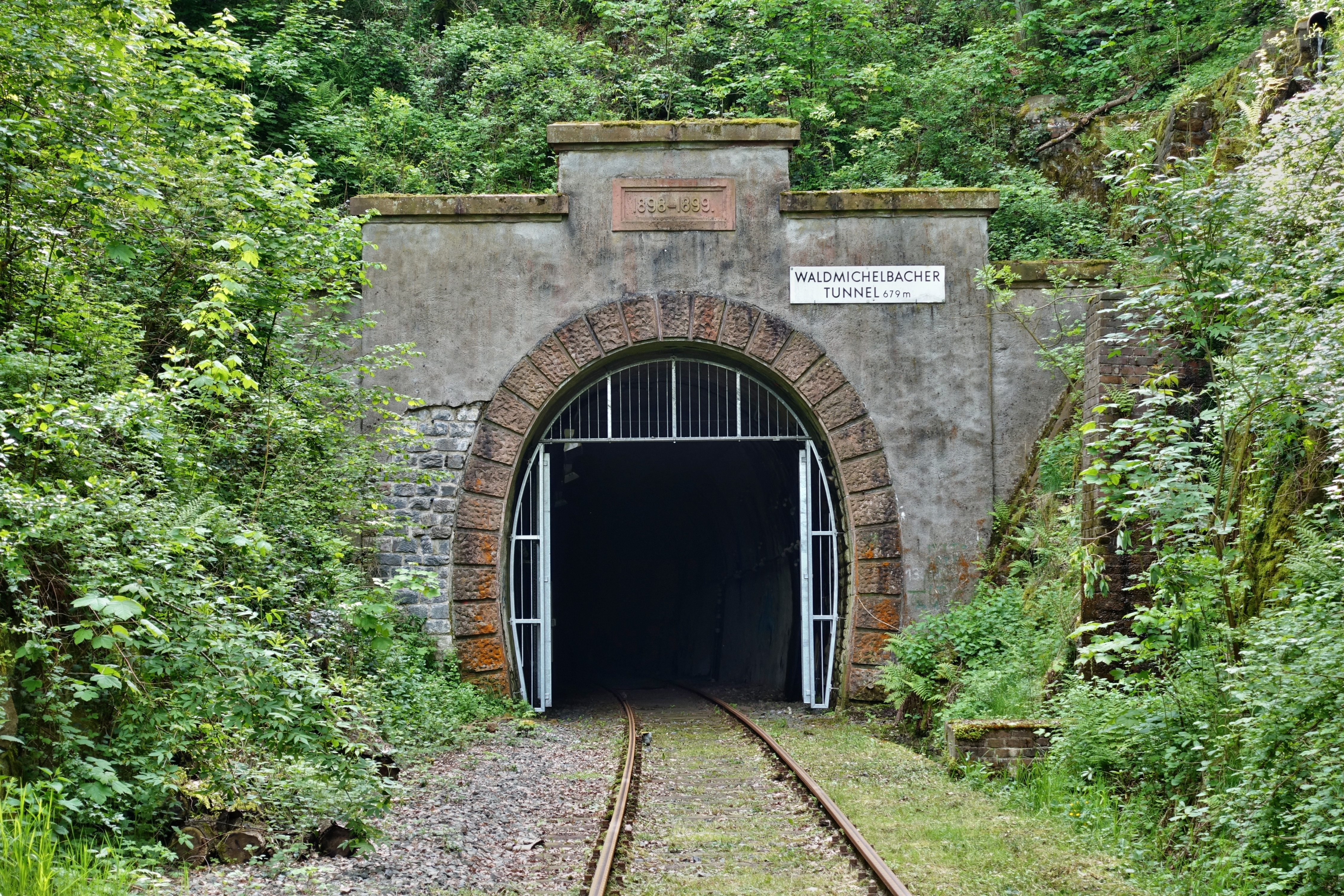
Der 679 Meter lange Waldmichelbacher Tunnel

Aus einer 2006 vorgelegten Nutzungsstudie kristallisierte sich als mögliche Nutzung ein touristischer Draisinenverkehr heraus. Diese Nutzung sichert den Trassenerhalt ohne erhebliche Investitionen, die ein „richtiger“ Eisenbahnbetrieb erforderte. Allerdings sind zusätzliche Investitionen in Höhe von 5,4 Millionen Euro z. B. für die Absicherung der fünf Viadukte und der beiden Tunnel notwendig. Der Bund der Steuerzahler hat das Draisinenprojekt ins Schwarzbuch 2008 aufgenommen.
Ebenfalls im Jahr 2008 beschlossen der Landkreis Bergstraße und die drei Anliegergemeinden, die Strecke für 300.000 Euro aufzukaufen und das Draisinen-Projekt umzusetzen. Hauptgrund für diese Entscheidung war, dass die Deutsche Bahn AG die Strecke verkaufen wollte, und diese Variante die einzige derzeit finanzierbare ist, um die Strecke als Ganzes zu erhalten. Als weiterer wichtiger Grund wird der erwartete Tourismus angeführt. Am 26. August 2010 erfolgte der „erste Spatenstich“ für das Projekt. Die Strecke soll von Solardraisinen befahren werden. Die Fertigstellung – ursprünglich für den Sommer 2011 vorgesehen – verzögerte sich. Als Grund wurde ein verzögertes Planfeststellungsverfahren und der Zeitaufwand für die europaweite Ausschreibung der Fahrzeuge genannt. Am 8. Juli 2012 wurden die Sanierungsarbeiten abgeschlossen. Die reinen Baukosten (ohne Architekten- und Ingenieursleistungen und die Kosten für die Fahrzeuge) lagen bei rund 3,6 Millionen Euro. Am 8. Juni 2013 wurde die erste Solardraisine vorgestellt. Für den Betrieb haben der Landkreis Bergstraße und die Anliegergemeinden eine gemeinnützige GmbH gegründet. Offizieller Start des Betriebs war am 18. August 2013 im Rahmen einer öffentlichen Feier. Seither können Draisinenfahrten bei der Überwaldbahn gGmbH gebucht werden. Die Höchstgeschwindigkeit der solar- und muskelkraftbetriebenen Fahrzeuge beträgt 15 Kilometer pro Stunde. Durch den Elektroantrieb ist die Solardraisine nicht nur bei Familien mit Kindern und Betriebsausflügen, sondern auch bei Senioren sehr beliebt, um einen Ausflug in den Odenwald zu unternehmen. 10 % des für den Antrieb benötigten Stroms stammen aus den auf den Wagen montierten Solarmodulen und 20 % werden durch die Rückgewinnung von Energie beim Bremsen und bei der Talfahrt eingespeist.
Für die einfache Fahrt auf der 9,6 Kilometer langen Strecke benötigt man etwa eine Stunde. Die Solardraisine hatte von 2013 bis 2019 über 200.000 Gäste und führt im Jahr rund 5.000 Fahrten durch.
Darüber hinaus gibt es seit Mai 2015 einen 13 Kilometer langen Solardraisinen-Wanderweg zwischen Mörlenbach und Wald-Michelbach. Sein Markierungszeichen ist ein gelbes „S“ auf weißem Grund.